# ヴィジュアル・レトリック
ヴィジュアル・レトリック（Visual rhetoric、視覚的修辞学）とは、どのように視像が脳に伝達するかを表す理論的な枠組みの開発のことである。ヴィジュアル・レトリックに関する研究は、審美的感覚とは対照的なものとして、文化的な意味の知覚の表現としてのイメージが強く、グラフィックデザインとは異なるものである。
美術史、言語学、記号学、文化研究、ビジネス及び技術的なコミュニケーションのような様々な学術的な研究分野、音声通信、古典修辞学から研究され、その結果、この分野の様々な観点の正確な関係性を識別するのは困難である。
研究者たちによる研究結果のいくつかの例は、図表、絵画、彫刻、ビデオゲーム、図形、ウェブページ、広告、映画、アーキテクチャー、新聞、写真の制作に生かされている。

## 起因
ヴィジュアル・レトリックという用語は、視覚的媒体の修辞的な特徴に注視し、そのメカニズムを解明するために作られた。

## ヴィジュアル・レトリックおよび古典修辞学
ヴィジュアル・レトリックの研究へのアプローチは、西洋の古典修辞学の概念に関連付けられる。
対象物の修辞的な印象を判断する6つの基準：
- arrangement（配置）
- emphasis（強調）
- clarity（わかりやすさ）
- conciseness（簡潔さ）
- tone（色調）
- ethos（民族的気風）

これら6つは、イメージを修辞学的に分析するための基準として使用することができる。